# Bombus excellens
Bombus excellens är en biart som beskrevs av Smith 1879. Den ingår i släktet humlor och familjen långtungebin. Inga underarter finns listade.

## Beskrivning
Mellankroppen är svartbrun, första tergiten svarthårig, och resten av bakkroppen med brandgul päls.

## Ekologi
En mycket sällsynt humla, som lever på höjder mellan 900 och 3 500 m. Inte mycket är känt om arten: Honorna är aktiva från mitten av april till januari, medan hanarna börjar synas i slutet på maj. i Peru har arten setts besöka apelsinblommor (familjen vinruteväxter) och blommor från begoniasläktet (familjen begoniaväxter).

## Utbredning
Utbredningsområdet omfattar Bolivia (departementen Cauca, Cochabamba och La Paz), Colombia (departementen Cauca, Caqueta och Magdalena), Ecuador, Peru (regionerna Huánuco, Junín och Piura, samt departementen Puno och Pasco) samt Venezuela (huvudstadsdistriktet Distrito Federal samt delstaterna Bolívar, Falcón och Mérida).

## Hotstatus
Utbredningsområdet är vidsträckt, men arten är mycket sällsynt. Den är dåligt studerad, och det finns litet data om hur populationen har förändrat sig över tid. Internationella naturvårdsunionen (IUCN) har därför klassificerats under kunskapsbrist (DD). Det är dock känt att arten hotas av habitatförlust i Anderna på grund av jordbrukets utökning.